# Stazione di Villa Carmine
La stazione di Villa Carmine era una fermata ferroviaria posta lungo la ex linea ferroviaria a scartamento ridotto Pescara-Penne chiusa il 20 giugno 1963; situata in via Elba, nei pressi della SR 16 bis, era a servizio del quartiere di Montesilvano Villa Carmine.

## Storia
La fermata venne inaugurata il 22 settembre 1929 insieme all'intera linea, continuò il suo esercizio fino il 20 giugno 1963. Successivamente la fermata venne demolita.